# 中井浩一
中井 浩一（なかい こういち、1954年2月4日 - ）は、日本の教育ジャーナリスト。国語専門塾「鶏鳴学園」塾長。東京都出身。開成中学校・高等学校、京都大学文学部卒業。

## 人物
国語教育、作文教育の研究を行う。日本作文の会高校分科会の主要メンバー、高校作文教育研究会代表として活動している。また、1990年代から進められている教育改革について取材、執筆。

## 著書
- 『高校が生まれ変わる 教育現場からの報告』（中央公論新社,2000年）
- 『「勝ち組」大学ランキング どうなる東大一人勝ち』（中公新書ラクレ,2002年）
- 『高校卒海外一直線 エリート高校生の「頭脳流出」』（中公新書ラクレ,2002年）
- 『徹底検証大学法人化 作文と論文をつなぐ指導法』（中公新書ラクレ,2004年）
- 『脱マニュアル小論文 作文と論文をつなぐ指導法』（大修館書店,2006年）
- 『大学入試の戦後史 受験地獄から全入時代へ』（中公新書ラクレ,2007年)
- 『大学「法人化」以後 競争激化と格差の拡大』中公新書ラクレ　2008
- 『日本語論理トレーニング　正しく読み、深く考える』（講談社現代新書 2009年
- 『被災大学は何をしてきたか 福島大、岩手大、東北大の光と影』中公新書ラクレ 2014

## 編著書
- 『論争・学力崩壊』（中公新書ラクレ,2001年3月）
- 『論争・学力崩壊 2003』（中公新書ラクレ,2003年4月）